# Sumatriptan
Sumatriptán je agonist serotoninskih receptorjev 5-HT1B in 5-HT1D, ki se uporablja za zdravljenje migrene in glavobola v skupkih. Je sintezna učinkovina, ki spada v skupino triptanov. Strukturno je analog naravno prisotnih nevroaktivnih alkaloidov dimetiltriptamina, bufotenina in 5-metoksidimetiltriptamina, z N-metil sulfonamidometilno skupino na položaju C-5 indolovega obroča.
Sumatriptan je na tržišču v obliki zdravil različnih proizvajalcev in pod različnimi zaščitenimi imeni, na primer v Sloveniji Imigran in Sumigra.

## Klinična uporaba
Sumatriptan lahko učinkovito prekine napad migrene ali glavobola v skupkih oziroma  zmanjša njuno intenziteto. Najučinkovitejši je ob uporabi kmalu po nastopu bolečine. Sumatriptan v obliki za injiciranje je učinkovitejši od drugih farmacevtskih oblik.

## Neželeni učinki
Najpogostejši neželeni učinki, ki so se v kliničnih raziskavah pojavili pri vsaj 2 odstotkih bolnikov z migreno in ki so uporabljalo tablete s 25 mg, 50 mg ali 100 mg sumatriptana, so bili zaznavne motnje (parestezije, občutek hladu toplote) ter bolečine in občutek stiskanja (na primer v prsih). Vrtoglavica se je pojavljala pri manj kot 2 % bolnikov, utrujenost pri 2–3 % bolnikov in motnje spanca pri 2 % bolnikov.
Po uporabi sumatriptana v obliki injekcij ali tablet so poročali tudi o hudih neželenih učinkih na srce, ki so lahko bili tudi smrtni. Med drugim so poročali o angiospazmu venčnih žil, prehodnih ishemičnih spremembah na EKG-ju, angini pektoris in miokardnem infarktu.

Visoki odmerki sumatriptana lahko povzročijo sulfhemoglobinemijo, redko motnjo, pri kateri se kri zaradi nalaganja žvepla v rdečih krvničkah obarva zelenkastočrno.